# Josef Beck von Mannagetta und Lerchenau

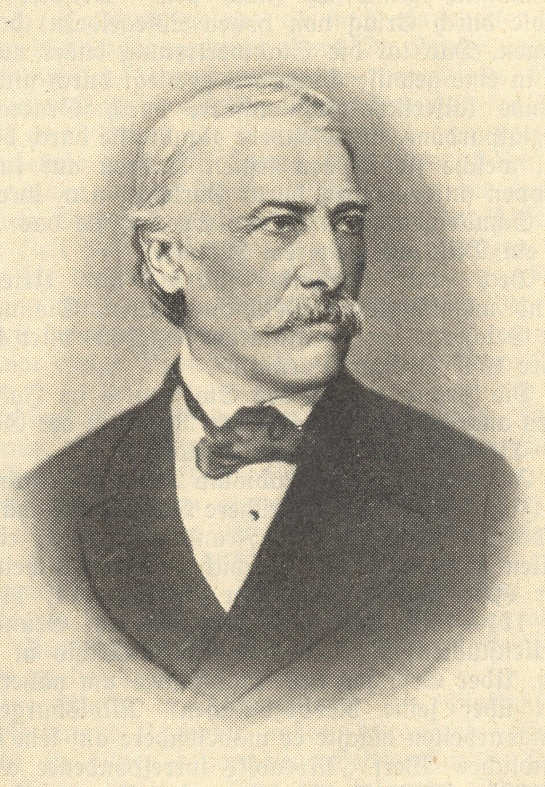
Josef von Beck-Mannagetta und Lerchenau

Josef Beck, seit 1887 Ritter von Beck-Mannagetta und Lerchenau (* 9. Februar 1815 in Butsch; † 8. Oktober 1887 in Wien) war ein österreichischer Jurist und Historiker.

## Leben
Josef Beck, Sohn eines Gastwirtes (1764–1830), erhielt wie sein Bruder Anton (der Vater des österreichischen Ministerpräsidenten Max Wladimir von Beck) eine juristische Ausbildung. Er betätigte sich zunächst als Privatlehrer. Nach der Revolution von 1848 bemühte er sich um eine politische Karriere, wurde aber im Jahr 1850 in Neutitschein (heute Nový Jičín) zum k. k. Staatsanwalt ernannt, einer Laufbahn, die es im österreichischen Rechtsleben erst seit jenem Jahr gab. 1856 wurde Josef Beck als Oberstaatsanwalt an das Landesgericht nach Pressburg versetzt. 1860 kam er an das Oberlandesgericht nach Brünn. 1864 verlegte er seinen Wohnsitz nach Graz. Und 1872 bekam er einen Posten am Obersten Gerichtshof in Wien, wo er am 8. Oktober 1887 verstarb. Er ist am Weidlinger Friedhof begraben.
Josef Beck war verheiratet mit Amalie geb. von Mannagetta und Lerchenau (1833–1916), mit der er die Kinder Paul, Leo, Günther und Eugen hatte. Wenige Tage vor seinem Tod wurde er am 6. Oktober 1887 in den Ritterstand „Beck-Mannagetta und Lerchenau“ erhoben. Josef Beck war Ehrenbürger der Stadt Neutitschein.

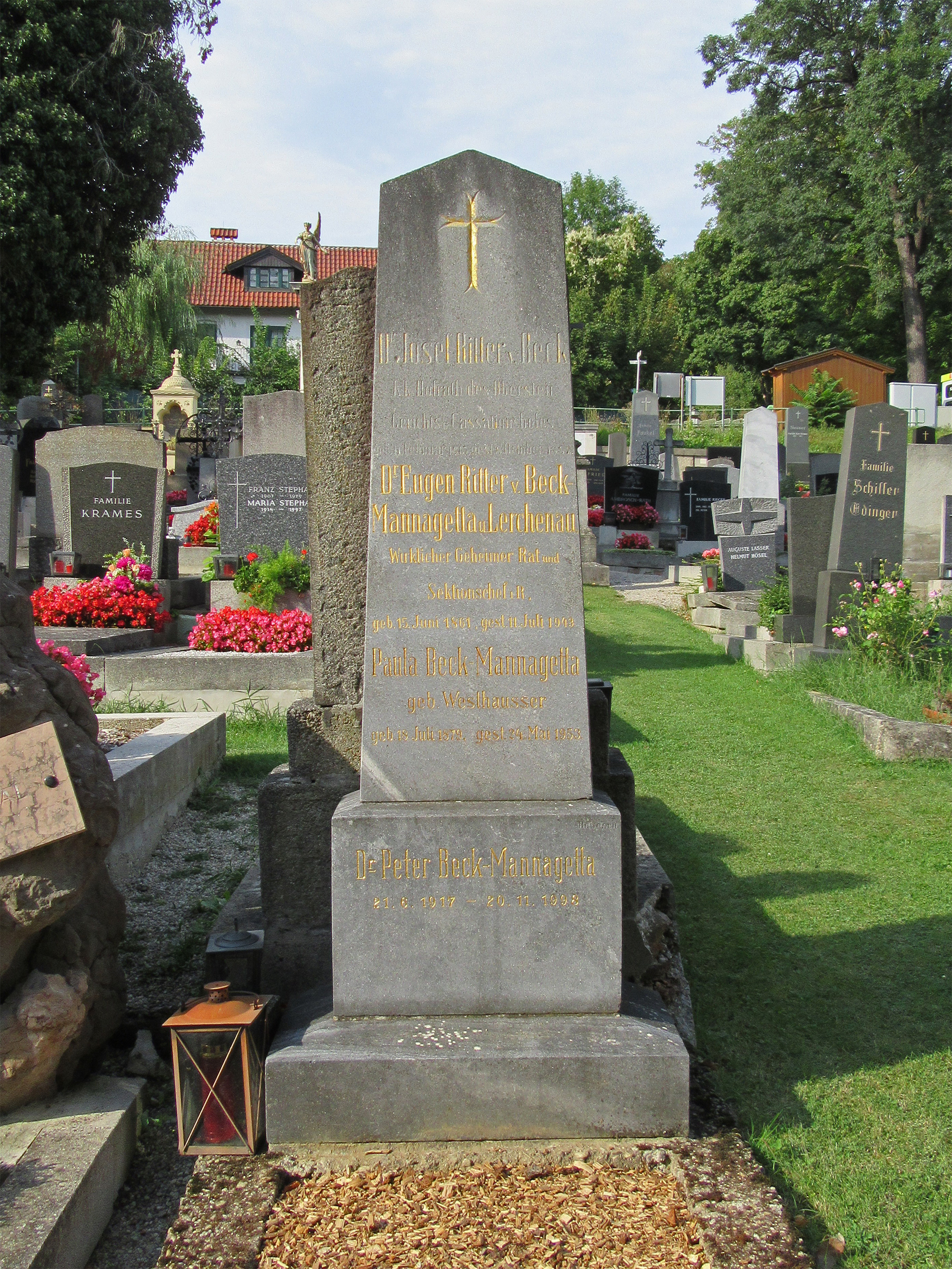
Beck-Mannagetta Grab in Weidling (Foto: Papergirl 2016)

Unter seinen Kindern und Enkeln befinden sich Persönlichkeiten mit bedeutenden Karrieren in der österreichischen Staatsverwaltung und in der Wissenschaft, wie:
- Günther Beck-Mannagetta (1856–1931), österreichischer Botaniker
- Paul Beck-Mannagetta (1851–1921), österr. k.k. GRat, Gründer und Präsident des Patentamtes in Wien
- Peter Beck-Mannagetta (1917–1998), österr. Geologe

Eine Enkelin war verheiratet mit dem durch sein Kriegstagebuch aus dem Ersten Weltkrieg bekannt gewordenen Arzt Dr. med. Richard Ritter von Stenitzer.
Becks Interesse an Geschichte und wohl auch die geringe berufliche Auslastung machte ihn zum Verfasser mehrerer historischer Werke. So verfasste er das Buch „Geschichte der Stadt Neutitschein und deren Umgebung“ (1853), ein bis heute viel beachtetes Werk und wertvolle Quelle zur Geschichte der Stadt. Laut einem Bericht in der Zeitschrift „Die Biene“ (Neutitschein 1853, Bd. III, S. 142) machte der Autor diese Publikation zum „Eigenthum und Verlag des Kirchthurmbau-Comité’s“, so dass der Reingewinn aus dem Verkauf des Buches 1854 zur Restaurierung des Turmes der Stadtpfarrkirche verwendet werden konnte, der 1844 vom Blitz getroffen worden war.
Weitere historische Aufsätze von Josef Beck erschienen in der von Johann Nepomuk Enders verlegten Neutitscheiner Zeitung. Er beschäftigte sich mit Themen wie „Die Mansfelder und Dänen in Neutitschein“ in „Schriften der hist. stat. Sektion – V. Heft, 1853“ oder „Das Adelsgeschlecht der Krawarner“ im „Illustrierten Reichs-Boten“ (1863). Von dem auf vier Bände angelegten Werk „Die Geschichte der Wiedertäufer“ erschien jedoch nur Band 1 „Die Geschichtsbücher der Wiedertäufer in Österreich-Ungarn 1526–1785“. Seinen wissenschaftlichen Nachlass übernahm Johann Loserth, der sein Werk fortführte.

## Werke
- Josef Beck: Geschichte der Stadt Neutitschein und deren Umgebung J.N. Enders Verlag, Neutitschein 1854
- Josef Beck: Geschichte der Stadt Neutitschein und deren Umgebung (verbesserte Neuauflage) Gerhard Hess Verlag 2013. ISBN 978-3-87336-450-9
- Josef Beck: Die Geschichtsbücher der Wiedertäufer in Österreich-Ungarn 1526–1785 In: Österreichische Geschichtsquellen, II. Diplomataria et Acta, Bd. 43 (1883)